# گوستاو گورگ امبدن
گوستاو گورگ امبدن (آلمانی: Gustav Georg Embden؛ ۱۸۷۴ درهامبورگ - ۱۹۳۳ در ناسااو) یک زیست‌شیمیدان آلمانی بود که در زمینه دگرگشت کربوهیدرات‌ها و انقباض ماهیچه مطالعات زیادی داشت. او فرایندهای دگرگشتی کبد را مورد مطالعه قرار داد و سبب شکل‌گیری مفاهیم پایه‌ای مرض قند شد.

## زندگی‌نامه
وی در شهرهای فرایبورگ، استراسبورگ، مونیخ، برلین و زوریخ تحصیل کرد.

## فعالیت‌ها
امبدن اولین کسی بود که کلیهٔ مراحل تبدیل گلیکوژن به اسید لاکتیک را کشف نمود. در (۱۹۱۸ میلادی) میرهوف، شکسته شدن گلوکز به اسید لاکتیک را در دگرگشت یاخته‌ای شرح داد. سپس امبدن این مراحل را بررسی نمود. سرانجام مراحل تبدیل شدن گلیکوژن به اسید لاکتیک را در دگرگشت یاخته‌ای، مسیر امبدن - میرهوف نامیدند.